# Santa Cruz Analquito
Santa Cruz Analquito é um município do departamento de Cuscatlán, em El Salvador. Sua população estimada em 2007 era de 2 585 habitantes.